# Alluvioni Piovera
Alluvioni Piovera ist eine italienische Gemeinde (comune) in der  Provinz Alessandria (Region Piemont).

## Lage und Einwohner
Die Gemeinde liegt etwa 11 km nordöstlich der Provinzhauptstadt Alessandria südlich des Po auf der orographisch rechten Flussseite des Tanaro. Sie hat 1602 Einwohner (Stand 31. Dezember 2023). Zur Gemeinde Alluvioni Piovera gehören die Fraktionen Alluvioni Cambiò (Gemeindesitz), Grava und Piovera.
Die Nachbargemeinden sind Alessandria, Bassignana, Isola Sant'Antonio, Montecastello, Rivarone und Sale.

## Geschichte

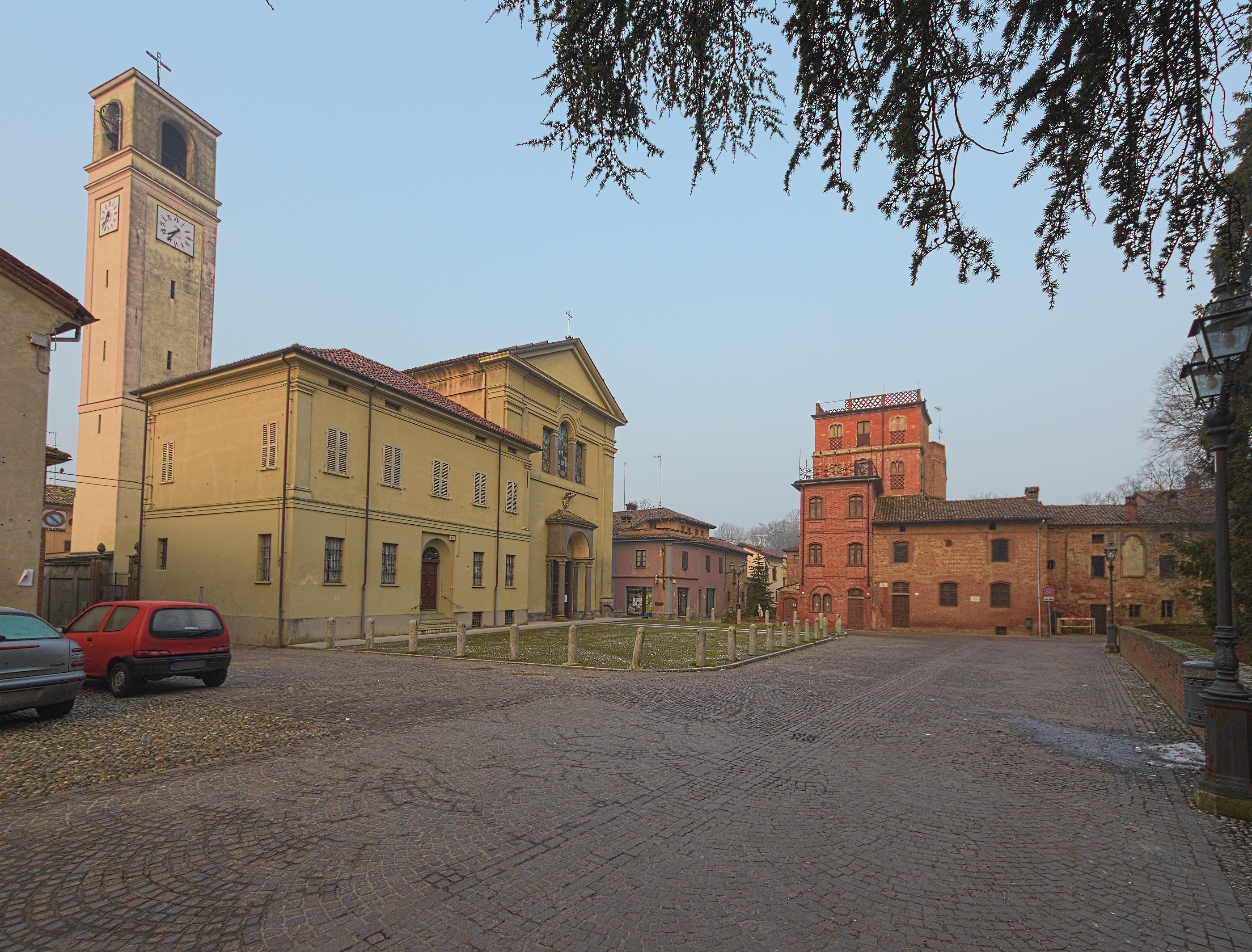
Piazza San Michele in der Fraktion Piovera

Die Gemeinde entstand zum 1. Januar 2018 aus dem Zusammenschluss der bis dahin eigenständigen Gemeinden Alluvioni Cambiò und Piovera. Der Gründung der neuen Gemeinde ging am 29. Oktober 2017 ein Referendum voraus, bei dem die Meinung der Einwohner eingeholt wurde.